# Effetto notte (album)
Effetto notte è il quinto album in studio da solista del rapper italiano Emis Killa, pubblicato il 19 maggio 2023 dalla Sony Music.

## Descrizione
L'album è stato pubblicato due anni e mezzo dopo 17, sviluppato insieme a Jake la furia.
Lo stesso Emis ha affermato che Effetto notte non è nato come un concept album, ma procedendo con la stesura delle tracce si è accorto di come i pezzi e le atmosfere ricordassero l'immaginario di alcuni film celebri. Per tale motivo una delle principali frasi per il marketing del progetto è stata: «la mia vita è un film. La mia musica anche». Lo stesso titolo del disco fa riferimento a un capolavoro della cinematografia mondiale: Effetto Notte (1973), diretto da François Truffaut.
La prima barra della prima traccia del disco (Pacino) e gli ultimi due versi della canzone conclusiva (Bel finale), sono un riferimento diretto al mondo cinematografico:
1. "Mettiti seduto e prendi i popcorn (Uh), Perché 'sta vita è un film delirante (Seh)".
2. "Dimmelo che prima o poi ci sarà un bel finale, Io lo cerco in tutte le sale di un cinema che è già chiuso da un po'".

## Promozione
Contrariamente a quanto di solito si vede fare nella promozione degli album, Emis Killa ha deciso di mettere in vendita i biglietti della data più importante del tour (al Mediolanum Forum di Assago) mesi prima rispetto all'uscita del disco, andato sold out tre giorni prima dell'uscita del disco. Dopo questo traguardo, il rapper ha annunciato che non avrebbe aperto una seconda data, in modo da garantire un'esclusività ai suoi fan più intimi.
Tre settimane prima dell'uscita del disco, Emis Killa ha pubblicato sui suoi profili social un trailer, nel quale sono presenti in maniera velata la lista tracce (composta da quattordici brani) e i featuring (otto artisti), in modo da favorire il coinvolgimento dei fan e aumentare l'interazione sui social network. Il video è stato mostrato in anteprima in una serata esclusiva per fan e amici, dove ha rivelato i primi dettagli del progetto.
Nelle settimane successive sono stati svelati gli artisti che hanno partecipato al progetto, pubblicando una foto sui profili social e descrivendo come è nata la collaborazione.
Oltre alle interviste rilasciate, Emis Killa ha partecipato con un monologo nel programma Le Iene, sottolineando la sua sincerità in ogni ambito. In questo modo ha risposto alle critiche derivanti dalle sue storie su Instagram e dai testi delle canzoni pubblicate in giovane età, per i quali il rapper è stato spesso al centro di controversie.

## Accoglienza
| Recensione      | Giudizio |
| --------------- | -------- |
| Newsic          | 7,25/10  |
| Rockol          | 7/10     |
| La casa del rap | 8/10     |

Claudio Cabona di Rockol afferma che il progetto risulti «vario» dal punto di vista sonoro e testuale che «mostra un Emis Killa capace di spaziare dall’ironia tagliente al racconto personale», definendolo «uno dei rapper più preparati e sinceri della storia del rap italiano». Cabona scrive che sebbene l'album «punta sulla qualità, nonostante alcuni pezzi non siano memorabili», esso «non è e non può essere l’apice della sua carriera».
Gabriele Fazio dell'Agenzia Giornalistica Italia resta meno colpito dal progetto discografico, paragonandolo ad «un compitino semplicemente eseguito», senza una «particolare ispirazione o slancio in termini di contenuti». Fazio sottolinea che dove vi sono collaborazioni «i pezzi non decollano mai», anche se «le cose migliori in realtà le percepiamo quando Emis Killa si ritrova da solo», prendendo in considerazione i brani Sonny e Attori di strada, sebbene non vi sia «niente che possa risultare significativo per nessuno che abbia superato il terzo anno di liceo».

## Tracce
Testi di Emiliano Rudolf Giambelli eccetto dove indicato
1. Pacino (Il padrino) – 2:03 (musica: Alfonso Climenti)
2. On Fire (Paid in Full) (feat. Sfera Ebbasta) – 2:57 (testo: Emiliano Rudolf Giambelli, Gionata Boschetti – musica: Nassim Voluptyk)
3. Col cuore in gola (Lords of Dogtown) – 3:08 (musica: Francesco Avallone)
4. Viscerale (Closer) (feat. Rizzo) – 3:05 (testo: Emiliano Rudolf Giambelli, Alessandra Rizzo – musica: Jacopo Lazzarini)
5. Maserati (The Wolf of Wall Street) – 2:17 (musica: Luigi Florio)
6. Lontano (Carlito's Way) (feat. Neima Ezza) – 2:48 (testo: Emiliano Rudolf Giambelli, Amine Ezzaroui – musica: Pietro Miano, Federico Vaccari)
7. Albicocca (Lolita) (feat. Guè) – 2:43 (testo: Emiliano Rudolf Giambelli, Cosimo Fini – musica: Pietro Miano, Federico Vaccari)
8. Big Bang (Upside Down) – 3:19 (musica: Umberto Odoguardi)
9. Toxic (Trainspotting) (feat. Salmo) – 3:00 (testo: Emiliano Rudolf Giambelli, Maurizio Pisciottu – musica: Paolo Alberto Monachetti)
10. Sonny (City of God) – 3:10 (musica: Umberto Odoguardi)
11. Mc Drive (La haine) (feat. Ernia & Coez) – 3:01 (testo: Emiliano Rudolf Giambelli, Matteo Professione, Silvano Albanese – musica: Pietro Miano, Federico Vaccari)
12. Senz'anima (Nikita) (feat. Lazza) – 3:14 (testo: Emiliano Rudolf Giambelli, Jacopo Lazzarini – musica: Luca Antonio Barker)
13. Attori di strada (Ragazzi fuori) – 3:31 (musica: Edoardo Manozzi)
14. Bel finale (The Butterfly Effect) – 1:52 (musica: Andrea Moroni)

## Classifiche

### Classifiche settimanali
| Classifica (2023) | Posizione massima |
| ----------------- | ----------------- |
| Italia            | 1                 |
| Svizzera          | 18                |

### Classifiche di fine anno
| Classifica (2023) | Posizione |
| ----------------- | --------- |
| Italia            | 25        |